# Cesare Pietroiusti
Cesare Pietroiusti (Roma, 21 marzo 1955) è un artista italiano.

## Biografia
Si è laureato in Medicina con una tesi in Clinica Psichiatrica nel 1979. La frequentazione di Sergio Lombardo, che nella primavera del 1977 aveva aperto il suo studio in un grande appartamento per farlo diventare uno spazio espositivo, è stata determinante nello sviluppare il suo interesse per l'arte. Nello spazio di Lombardo, in cui co-fonda il Centro Studi Jartrakor, Pietroiusti partecipa alla sua prima mostra, una collettiva dal titolo "Quattro artisti inediti" (22 novembre 1977). Al gruppo iniziale di Jartrakor, composto da Sergio Lombardo, Anna Homberg e Pietroiusti, si aggiunse Domenico Nardone, con cui andarono a formare la redazione della Rivista di Psicologia dell'Arte, il cui primo numero è datato dicembre 1979. In seguito entrarono a tutti gli effetti a far parte del gruppo Giovanni Di Stefano, Miriam Mirolla e Paola Ferraris e Carolyn Christov-Bakargiev.
Nella seconda metà degli anni Ottanta, insieme a Salvatore Falci, Stefano Fontana, Pino Modica e Domenico Nardone dà vita al cosiddetto Gruppo di Piombino, con cui comincia a sperimentare le interazioni dell'opera d'arte anche con un pubblico inconsapevole.
Invitato alla XII Quadriennale di Roma del 1996, rinuncia ad esporre un'opera individuale per proporre una partecipazione aperta e collettiva ad artisti amici. Nella lista di nomi, che sostituisce l'immagine dell'opera in catalogo, compaiono alcuni degli artisti del gruppo Jartrakor, dei Piombinesi, di artisti milanesi e bolognesi conosciuti in quegli anni, e della importante presenza di Sensibili alle foglie, casa editrice e archivio di manufatti artistici provenienti da istituzioni come manicomi e carceri.
Nel 1997, grazie all'impulso iniziale di Mario Pieroni, è il principale promotore del Progetto Oreste (1997-2001), con il quale partecipa in seguito alla 48ª Biennale di Venezia, nella mostra internazionale dAPERTutto curata da Harald Szeemann. Nello stesso anno organizza al Link di Bologna, insieme a Salvatore Falci, Eva Marisaldi, Giancarlo Norese, Anteo Radovan, Cesare Viel e Luca Vitone, il convegno "Come spiegare a mia madre che ciò che faccio serve a qualcosa? Comunicazione, quotidianità, soggettività: un convegno sulle nuove ricerche artistiche italiane", i cui atti sono stati pubblicati da Charta, nella collana I libri di Zerynthia, nel 1998.
Nel 1999 gli è stato assegnato a Bologna il Premio Francesca Alinovi, oggi Premio Alinovi Daolio.
Nel 2000 è stato fra gli iniziatori del progetto Nomads & Residents a New York. Dal 2006 è membro del Comitato Scientifico e co-curatore del Corso Superiore di Arti Visive della Fondazione Ratti di Como; è stato inoltre docente allo IUAV di Venezia e MFA Faculty presso LUCAD, Lesley University di Boston.
Nel 2007 ha fondato, con il collettivo Space di Bratislava (Juraj Carny, Diana Majdakova e Lydia Pribisova), Evolution de l'art, una galleria d'arte che tratta soltanto opere immateriali. Nello stesso anno, con Luigi Negro, Emilio Fantin e Giancarlo Norese (a cui si aggiungerà in seguito Luigi Presicce), è tra gli iniziatori del progetto collettivo Lu Cafausu che in seguito, nel 2015, ha dato origine alla Fondazione Lac o Le Mon e all'acquisizione, come fondazione, di un palazzo storico insito in un parco nelle campagne salentine, la cosiddetta "Casa cafausica". Come Lu Cafausu, Pietroiusti è stato assieme a Fantin, Negro, Norese e Presicce anche tra i promotori di un evento annuale, La Festa dei Vivi (che riflettono sulla morte), fin dal 2010.
Dal 2015 è inoltre membro del comitato promotore del Forum dell'Arte Contemporanea italiana e, fino al 2022, presidente del CdA dell'Azienda Speciale PalaExpo di Roma.
Tra le mostre si ricordano quelle al Louisiana Museum di Humlebæk (1996), Art in General, New York (2001); Ikon gallery, Birmingham (2007); Biennale di Atene (2009); MAXXI, Roma (2010), nonché la sua prima retrospettiva in una istituzione museale che si tiene al MAMbo di Bologna nel 2019: un'opera aperta, una mostra-racconto fatta di sessantatré "oggetti-anno".

## Mostre

### Principali esposizioni personali
1978
- Ipotesi di identità, Jartrakor, Roma

1982
- 50 risposte a quattro immagini-stimolo, Jartrakor, Roma

1987
- N titoli, La Scala c/o, Roma

1989
- Cesare Pietroiusti, Studio Casoli, Milano
- Alice 27/01/1989, Alice, Roma
- Finestre Vivita 1, 17/11 e 29/11/1989, Vivita 1, Firenze

1990
- Cesare Pietroiusti, Galerie de Paris, Parigi

1992
- Punto vendita libri, Primo Piano, Roma

1995
- In che cosa posso esserti utile?, Primo Piano, Roma

1997
- Pensieri non funzionali, Studio Morra, Napoli

1998
- Oggetti inesistenti, Graffio, Bologna
- Cosa c'è che non va?, Galleria Emi Fontana, Milano

1999
- Tutto quello che trovo, Base, Firenze

2000
- Una condizione apparentemente normale, Graffio, Bologna

2001
- One Hundred Things that Are Certainly not Art, Platform, Vaasa
- Difetti normali, Primo Piano, Roma
- Due artisti, con Giancarlo Norese, Graffio, Bologna
- Art in General, New York

2002
- Things that Are Certainly Not Art, Bloomberg Space, Londra
- The Other's Gaze, Alice e Altrilavorincorso, Roma

2003
- Riciclare pensieri superflui, Palazzo Bricherasio, Torino

2004
- Fourth International Week of the Micro-performance, Galerija Škuc, Lubiana
- Methods for an Irreversibile Alteration of Money, con Paul Griffiths, Trafo Gallery, Budapest

2006
- Senza titolo, performance, Angelo Mai, Roma
- Gareth James, Cesare Pietroiusti, Franco Soffiantino, Torino

2007
- Paradoxycal Economy. Four Performances, Ikon Gallery e altri luoghi, Birmingham
- Evolution de l'art, Space, Bratislava

2007
- Menu, con Lorenzo Giusti e Cecilia Guida, Spaziorazmataz, Prato

2008
- Regali e regole. Prendere, dare, sbirciare nel museo, con Stefano Arienti, MAMbo, Bologna

2009
- Artworks that Ideas Can Buy, Project Space, Wilkinson Gallery, Londra
- A lap around the field - A performance, Galleria Franco Soffiantino, Torino

2010
- Ponesite jedno od 500 djela kuci, Galerija SIZ, Rijeka

2016
- Cesare Pietroiusti. Si dona, Kunstverein Arnsberg

2019
- Un certo numero di cose, MAMbo, Bologna

#### Principali esposizioni collettive
1977
- Quattro artisti inediti, Jartrakor, Roma

1981
- Arte eventuale, Jartrakor, Roma
- Otto artisti romani, Cenobio Visualità, Milano

1983
- Metodologie dichiarate, Jartrakor, Roma

1985
- Nuove avanguardie a Roma, Jartrakor, Roma

1987/88
- Falci, Fontana, Modica, Pietroiusti, Il Milione e Studio Casoli, Milano; Vivita 2, Firenze; Planita, Roma

1988
- Da zero all'infinito, Radda in Chianti e Castello di Volpaia
- Davvero: ragioni pratiche nell'arte, L'Osservatorio, Milano

1989
- Arte a Roma 1980-1989: nuove situazioni ed emergenze, Palazzo Rondanini, Roma
- Arca: dieci capitoli di realtà, Castello di Volpaia

1990
- Qualcosa sta accadendo in Italia, Lia Rumma, Napoli
- Aperto '90, XLIV Biennale di Venezia

1991
- Storie, Alice e Il Campo, Roma; Studio Casoli, Milano; Marco Noire, Torino
- Anninovanta, Galleria Comunale d'Arte Moderna, Bologna; Le Navi, Cattolica e altre sedi
- Le groupe de Piombino, Forges Royales de la Chaussade, Guerigny
- La Couleur de l'Argent, Musée de la Poste, Parigi
- Fotografija, Moderna Galerija, Lubiana
- Being Here / Being There, Otis Parsons School, Los Angeles

1992
- Exhibit A, Serpentine Gallery, Londra
- Ottovolante, Galleria d'Arte Moderna e Contemporanea, Bergamo

1995
- Wild roses grow by the roadside, 152c Brick Lane, Londra
- It's not a picture, Galleria Emi Fontana, Milano
- Critica in Opera 8, Saletta Comunale d'Arte, Castel San Pietro Terme

1996
- Incursioni, Link, Bologna
- NowHere, Louisiana Museum, Humlebæk
- Lightness and weight, Custard Factory, Birmingham
- Ultime generazioni, XII Quadriennale di Roma, con i Giochi del senso e/o nonsenso

1997
- Para-Site, Centro Commerciale Toison d'Or, Bruxelles
- Assistenza Culturale Telefonica, Graffio, Bologna, con il gruppo ACT
- Fuori Uso, stabilimento Ex-FEA, Pescara

1998
- Due o tre cose che so di loro, PAC, Milano
- Subway, Metropolitana Milanese, Milano
- Stradarolo, autobus Cotral di linea sulle strade dei comuni di Zagarolo, Genazzano, S. Cesareo
- Eccentrica, ex scuola media di Varignana

1999
- Ritorno a Piombino, Galleria Primo Piano, Roma
- Mappe. Percorsi urbani '99, corridoi della metropolitana e altre sedi, Catania
- Out of the Blue, varie sedi, Lecce
- Molteplicittà, Fondazione Adriano Olivetti, Roma
- L'ultimo disegno del 1999, Zerynthia, Roma, e Biennale di Havana, 2000

2000
- 2000+, Moderna Galerjia, Lubiana
- Democracy!, Royal College of Art, Londra
- Premio Francesca Alinovi 1986-2000, Galleria d'Arte Moderna, Bologna

2001
- Dinamiche della vita dell'arte, Galleria Comunale d'Arte Moderna e Contemporanea, Bergamo
- Clocktower Lecture Lounge I e II, P.S.1 at Clocktower Gallery, New York
- What's wrong, The Trade Apartment, Londra

2002
- Hortus Ludens Project, Marres, Maastricht
- Two artist two curators, Janos Sugar Studio, Budapest
- Resolution Way, Deptford Arches, Londra
- Curatorial Market, con Giancarlo Norese, Artists' Alliance, Cuchifritos, New York
- Radical & Critical, Fondazione Adriano Olivetti, Roma

2003
- Critica in opera n. 26, Saletta Comunale d'Arte, Castel San Pietro Terme
- Tuscia Electa, Greve in Chianti e altre sedi
- Sub-real, Smart Project Space, Amsterdam
- Imperfect Marriages, Galleria Emi Fontana, Milano
- Moltitudini, solitudini, Museion e altre sedi, Bolzano
- Arte Pubblica in Italia: lo spazio delle relazioni, Fondazione Pistoletto, Biella
- iD, varie sedi, Vaasa, Finlandia
- Riserva Artificiale, L Biennale di Venezia, progetto collettivo con un gruppo di studenti dell'Accademia di BB.AA. di Venezia
- 24/7: Vilnius, CAC, Vilnius

2004
- L'Arte dell'Ascolto, Radioartemobile, Roma
- Old News, Centre National de l'estampe et de l'art imprimé, Chatou
- City?, varie sedi, Slubice, Polonia e Frankfurt/Oder, Germania
- Economies, Artandgallery, Milano

2005
- XIV Quadriennale di Roma, Galleria Nazionale d'Arte Moderna, Roma
- Interessi Zero, Galleria Civica d'Arte Moderna, Trento
- Ti voglio bene, Raid Projects, Los Angeles
- NowHere Europe, Abbazia della Misericordia, LI Biennale di Venezia
- Heavy Food, Teatro Sociale, Bergamo
- Tirana Biennale 3. Loosing without being a looser, Complexi Goldi, Tirana

2006
- Paradossi dell'amicizia, con Giancarlo Norese, Viafarini, Milano
- La scelta della gente, Isola Art Center, Milano
- Poetry & Art, City Theatre e altri siti, Rotterdam

2007
- A False Luke / Lu Cafausu, con E. Fantin, L. Negro, G. Norese, vertexList, New York
- New in Practice Projects, Sculpture Center, New York
- No, Future, Bloomberg Space, Londra
- Looking for the Border. A conceptual line of the Italian and the Belgian artistic research between the iconic and ironic, Cultuurcentrum Strombeek, Cultuurcentrum Mechelen, De Garage, Bruxelles e Fondazione Stelline, Milano
- Solo24Ore24Stunden, Museion, Bolzano
- Performa 07, con Lu Cafausu, Sculpture Center, New York

2008
- L'Argent, Le Plateau, Parigi
- Museum in the City, Moderna Galerjia e varie sedi, Lubiana
- Myspace. Cosa vuol dire Pubblico?, PAN, Napoli
- Arte, prezzo e valore, La Strozzina, Firenze
- DoDaj, Galerija Škuc, Lubiana

2009
- Hypnotic Show, Kadist Art Foundation, Parigi
- Civica 1989 2009. Celebration, Institution, Critique, Fondazione Galleria Civica, Trento
- The 28th Biennial of Graphic Arts, International Centre of Graphic Arts, Lubiana
- Body Politics. The Walls of Athens, performance con Matteo Fraterno, II Biennale di Atene

2010
- Avecindamientos discretos, Espai d'art contemporanei de Castellò
- Sorry we're open, London Metropolitan University, Londra
- Spazio. Dal corpo alla città, MAXXI, Roma
- Sleepover, Serpentine Gallery, Londra
- Casabianca, Zola Predosa

2011
- Arte italiana all'ascolto, NCCA, Mosca
- Damnatio Memoriae (or) Creating Memory, Greenberg Van Doren Gallery, New York
- Impossible community, State Museum of Modern Art of the Russian Academy of Arts, Mosca
- In Deed. Certificates of Authenticity in Art, Fondazione Bevilacqua La Masa, Venezia
- Khoj International Artists' Association, New Delhi
- Click or Clash?, Galleria Bianconi, Milano

2012
- Art Comes to Life, Isabella Stewart Gardner Museum, Boston

2013
- do it (Pristina), Stacion - Center for Contemporary Art Prishtina
- In Deed. Certificates of Authenticity in Art, Contemporary Art Center, Vilnius / Weatherspoon Art Museum, Greensboro

2015
- do it (adelaide), Samstag Museum, Adelaide
- Self-managed Interest Community in the Cultural Centre of Belgrade, Belgrado

2016
- Other times, other myths, XVI Quadriennale di Roma

2017
- Take Me (I'm Yours), Pirelli Hangar Bicocca, Milano
- Sensibile Comune, La galleria nazionale, Roma
- Self Organization, Fundació Joan Miró, Barcellona

2018
- Arabesques, Museo Nazionale Romano, Terme di Diocleziano, Roma
- Take Me (I'm Yours), Villa Medici, Roma

2019
- Artworks That Ideas Can Buy, Artefiera, Bologna

## Pubblicazioni
- Pensieri non funzionali, Napoli, Edizioni Studio Morra, 1997 (edizione inglese 2000; edizione portoghese 2011; edizione estone 2015; edizione tedesca 2018).
- A Certain Number of Things 1988-2001, New York, Civitella Ranieri Foundation / Roma, Fondazione Adriano Olivetti / Milano, Galleria Emi Fontana / Roma, Galleria Primo Piano, 2001.
- Ask one hundred people to give you something that is certainly not art, Vaasa, Platform.
- Tenkalaut, Roma, Istituto Svizzero, 2005 (con Giancarlo Norese).
- Besides, it's always the others who die, Nürnberg, Verlag für Moderne Kunst, 2014, ISBN 978-3-86984-080-2 (con E. Fantin, L. Negro, G. Norese e L. Presicce).
- Qualche storia cafausica / The Cafausica Tales, San Cesario di Lecce, Fondazione Lac o Le Mon, 2017 (con E. Fantin, L. Negro, G. Norese e L. Presicce).
- Un certo numero di cose, Roma, Nero Editions, 2020, ISBN 978-88-8056-002-9.